# Jussiana d'Entença i de Pallars
|  | Aquest article tracta sobre la dama del segle XII. Vegeu-ne altres significats a «Jussiana d'Entença». |

Escut d'armes de la casa d'Entença.

Jessiana d'Entença o Jussiana d'Entença (?-1192) senyora d'Alcolea de Cinca, filla de Bernat d'Entença, senyor d'Alcolea de Cinca, i de Garsenda de Pallars, fou la muller d'Hug III d'Empúries (? - 1173), comte d'Empúries (1154-1173).

## Descendència
D'aquest matrimoni naixeren quatre fills:
- Ponç III d'Empúries (v 1135-1200), comte d'Empúries
- Ponç Hug d'Entença (?-1175), senyor d'Alcolea de Cinca
- Brunissenda d'Empúries
- Maria d'Empúries, casada amb Jofre II de Rocabertí, vescomte de Rocabertí